# Balistrieri-Familie
Die Balistrieri-Familie (Milwaukee crime family) ist eine italo-amerikanische Mafiafamilie der amerikanischen Cosa Nostra mit Hauptsitz in Milwaukee (Wisconsin). Der einflussreichste Chef der Familie war Frank Balistrieri, der stark an Spiel-Casinos in Las Vegas beteiligt war. Heute ist die Familie nah am aussterben, da Balistrieri 1993 starb und das Chicago Outfit heute wieder mehr Kontrolle über Aktivitäten in dieser Gegend nimmt.

## Geschichte

### König von Little Italy
Vito Guardalabene, der als erster anerkannter Boss der Verbrecherorganisation gilt, emigrierte mit seiner Familie aus Santa Flavia (Sizilien) in die Vereinigten Staaten nach Milwaukee (Wisconsin) und wurde ein erfolgreicher Bankier und in den 1900er Jahren als „Der König von Little Italy“ bekannt. Im Jahr 1921 starb er eines natürlichen Todes und sein Sohn Peter Guardalabene übernahm die Führung der Organisation bis ins Jahr 1927.

### Einfluss durch Chicago
Giuseppe „Joseph“ Vallone galt bereits seit der Zeit von Vito Guardalabene als Underboss der Organisation und übernahm die Führung nach Peter Guardalabene. Als im Jahr 1931 die sogenannte Amerikanische Mafia-Kommission ins Leben gerufen wurde, wurde beschlossen, dass die Milwaukee-Familie dem Chicago Outfit untersteht. Vallone zog sich 1949 zurück und Salvatore „Sam“ Ferrara wurde sein Nachfolger.
Ferrara besaß diverse legitime Einnahmequellen wie einen Spirituosenladen, Mietobjekte und eine Lounge namens Peacock Cocktail. Seine illegalen Aktivitäten beinhalteten Erpressung, Glücksspiel und Prostitution. Seine Zeit als Chef war kurzlebig, da er im Jahr 1952 durch entstandene Spannungen von seinen Mitgliedern nicht mehr geachtet wurde und das Chicago Outfit ihn zum Rücktritt zwang.

### Expansion durch Alioto
Nachdem Ferrara abgesetzt wurde, trat Giovanni „John“ Alioto an dessen Stelle. Während Aliotos Herrschaft als Chef wuchsen die Milwaukee-Geschäfte in schnellem Tempo. Alioto arbeitete auch mit Antonio Musso zusammen, der der Anführer einer italo-amerikanischen Bande aus dem nahegelegenen Rockford (Illinois) war.
Am 27. Dezember 1961 besuchte Alioto eine Veranstaltung zu Ehren von Dr. Vito Guardalabene, dem Enkel von Vito Guardalabene. Das gesellschaftliche Ereignis diente auch als Aliotos Rücktritt und offizielle Induktion von Frank „Franky Bal“ Balistrieri als neuer Boss der Milwaukee-Familie.

### Balistrieri-Ära
Frank Balistrieri war nun das neue Oberhaupt und ernannte seinen Bruder Peter „Pete Bal“ Balistrieri zum neuen Underboss der Familie, da Joseph Gumina sich weigerte, die Wege von Balistrieri zu gehen. Franks Schwager Joseph „Joe Camel“ Caminiti wurde zum neuen Consigliere ernannt. Frank leitete seine Geschäfte häufig von seinem Stammtisch im „Snug's Restaurant“ in Milwaukee's „Shorecrest Hotel“ und befehligte oft per Telefon.
Im März 1967 wurde Balistrieri der Steuerhinterziehung für schuldig befunden, für zwei Jahre in einem Bundesgefängnis in Sandstone (Minnesota) inhaftiert und im Juni 1971 wieder entlassen. Während dieser Zeit soll sein Sohn Joseph „Joey Bal“ Balistrieri, Sr. als Acting-Boss gedient haben.
Im März 1974 traf sich Balistrieri mit den zwei Kansas City-Bossen der Civella-Familie, Nicholas Civella und Carl DeLuna, in Las Vegas, um ein Treffen zwischen Balistrieri und Allen Glick, dem dortigen Casino-Strohmann des Chicago Outfits, zu arrangieren. Balistrieri erhielt etwas später die Hälfte dessen Anteile von vier Casinos, für die Glick verantwortlich war.
Im Jahr 1977 leitete das FBI eine verdeckte Ermittlung in Milwaukee, die gezielt auf Balistrieri ausgerichtet war, und im September 1983 wurden Frank Balistrieri und seine beiden Söhne unter dem Vorwurf angeklagt, 2 Millionen US-Dollar als nicht gemeldetes Einkommen aus dem Fremont Hotel and Casino und dem Stardust illegal abgeschöpft zu haben. Dies war der erste Fall, in dem es Bundesbehörden gelang, Mobster aus vier verschiedenen Staaten mit gemeinsamen illegalen Geschäften in Verbindung zu bringen. Am 9. Oktober 1983 wurde Balistrieri für fünf Fälle des illegalen Glücksspiels und Steuerhinterziehung für schuldig befunden und wurde zu 13 Jahren Haft und einer Geldstrafe in Höhe von 30.000 US-Dollar verurteilt. Seine Söhne wurden der Erpressung eines Verkaufsautomaten-Händlers für schuldig befunden, erhielten jeweils eine Gefängnisstrafe von 8 Jahren und wurden nach 5 Jahren aus der Haft entlassen. Zusätzlich beschuldigten Bundesstaatsanwälte Balistrieri auch des Casino-skimmings in Kansas City, Chicago, Milwaukee und Cleveland. Unter schlechter gesundheitlicher Verfassung bekannte sich Frank Balistrieri in zwei Fällen für schuldig und versuchte somit auch, seine Söhne John und Joe zu schützen. Am 31. Dezember 1985 wurde er zu 10 Jahren Haft verurteilt, welche direkt an seine 13-jährige Haftstrafe aus dem Jahr 1984 anknüpfte.
Am 5. November 1991 wurde Balistrieri, der Mann, den man 1978 als „crime leader“ von Milwaukee betitelt hatte, aufgrund seines schlechten Gesundheitszustandes vorzeitig aus dem Bundesgefängnis entlassen und er starb am 7. Februar 1993 eines natürlichen Todes. Sein Bruder Peter, der bereits seit Franks Inhaftierung als amtierender Boss galt, wurde nun offiziell das neue Oberhaupt der Familie und hielt die Position bis zu seinem Tod im Jahr 1997.

### Letzte Jahre
Balistrieris Schwager und Consigliere Joseph „Joe Camel“ Caminiti übernahm die Führung der Familie und ernannte John Aliotos Sohn Angelo zum neuen Consigliere. Zu dieser Zeit wurde die Mitgliederzahl auf 15 bis 20 Made Men geschätzt, die hauptsächlich in Milwaukee und Madison aktiv waren. Die Strafverfolgungsbehörden nahmen an, dass Caminiti mit Frank Balistrieris Sohn Joseph, der 2010 gestorben ist, viel Macht geteilt hat. Caminiti selbst starb 2014 im Alter von 87 Jahren.
Consigliere Peter „Pitch“ Picciurro soll seit Caminitis Ableben die Führung von dem, was von der Balistrieri-Familie heute noch übrig ist, übernommen haben und Frank Balistrieris Sohn John „Johnny Bal“ soll der neue Consigliere sein; dieser behauptet jedoch, er habe keine Verbindungen zur Mafia.

## Historische Führung

### Oberhaupt der Familie
Nicht immer ist das Oberhaupt einer Familie so eindeutig zu identifizieren; insbesondere, wenn durch eine Haftstrafe ein anderes Familienmitglied in den Vordergrund rückt. Die Betrachtung von außen macht es nicht immer einfach, ein neues Oberhaupt als solches zu erkennen bzw. dessen genaue Amtszeit festzustellen. Außerdem scheint sich gewissermaßen ein Präsidialsystem durchzusetzen; d. h. das Oberhaupt verlagert seine Macht mehr auf einen sogenannten „acting boss“ und/oder „street boss“, die ihrerseits wiederum das Oberhaupt als solches weiter anerkennen, auch wenn es zum Beispiel in Haft sitzen sollte.
| Zeitraum   | Name                      | Spitzname  | Lebenszeit | Todesursache    | Anmerkung                                                |
| ---------- | ------------------------- | ---------- | ---------- | --------------- | -------------------------------------------------------- |
| 1918–1921  | Vito Guardalabene         |            | 1845–1921  | natürlicher Tod |                                                          |
| 1921–1927  | Peter Guardalabene        |            |            |                 | Sohn von Vito Guardalabene                               |
| 1927–1949  | Giuseppe „Joseph“ Vallone |            | 1885–1952  | natürlicher Tod | zurückgetreten                                           |
| 1949–1952  | Salvatore Ferrara         | Sam        | 1896–1974  |                 | durch das Chicago Outfit abgesetzt                       |
| 1952–1961  | Giovanni „John“ Alioto    |            | 1888–1972  | natürlicher Tod | Schwiegervater von Frank Balistrieri und Joseph Caminiti |
| 1961–1993  | Frank Peter Balistrieri   | Franky Bal | 1918–1993  | natürlicher Tod | 1967–1971 und 1983–1991 inhaftiert                       |
| 1993–1997  | Peter Frank Balistrieri   | Pete Bal   | ????–1997  | natürlicher Tod | Bruder von Frank Balistrieri                             |
| 1997–2014  | Joseph P. Caminiti        | Joe Camel  | 1926–2014  | natürlicher Tod | Schwiegersohn von John Alioto                            |
| 2014–heute | Peter Picciurro           | Pitch      | ????–heute |                 |                                                          |

Acting Boss
- 1967–1971 ; Joseph P. „Joey Bal“ Balistrieri, Sr.
- 1983–1993 ; Peter Frank „Pete Bal“ Balistrieri

### Underboss der Familie
Der Underboss ist die Nummer zwei in der Verbrecher-Familie, er ist der stellvertretende Direktor des Syndikats. Er sammelt Informationen für den Boss, gibt Befehle und Instruktionen an die Untergebenen weiter. In Abwesenheit des Bosses führt er die Organisation an.
| Zeitraum  | Name                       | Spitzname | Lebenszeit  | Todesursache    | Anmerkung                  |
| --------- | -------------------------- | --------- | ----------- | --------------- | -------------------------- |
| 1918–1927 | Giuseppe „Joseph“ Vallone  |           | 1885–1952   | natürlicher Tod | wurde 1927 Boss            |
| 1927–1949 | Stephen DiSalvo            | Steve     | ????–1990er |                 | abgesetzt                  |
| 1949–1961 | Joseph Gumina              |           | ????–1970er |                 | zurückgetreten             |
| 1961–1993 | Peter Frank Balistrieri    | Pete Bal  | ????–1997   | natürlicher Tod | wurde 1993 Boss            |
| 1993–2010 | Joseph P. Balistrieri, Sr. | Joey Bal  | ????–2010   |                 | Sohn von Frank Balistrieri |

### Consigliere der Familie
Auf derselben Ebene wie der Underboss steht der Consigliere, der Berater der kriminellen Familie. Es handelt sich meist um ein älteres Mitglied der Familie, das in seiner kriminellen Karriere die Stellung des Bosses nicht erreicht und sich nun teilweise von der aktiven kriminellen Tätigkeit zurückgezogen hat. Er berät den Boss und den Underboss und hat dadurch einen beträchtlichen Einfluss und erhebliche Macht.
| Zeitraum   | Name                      | Spitzname  | Lebenszeit | Todesursache    | Anmerkung                  |
| ---------- | ------------------------- | ---------- | ---------- | --------------- | -------------------------- |
| 1927–1952  | Vito Seidita              |            | ????–1978  |                 | zurückgetreten             |
| 1952–1961  | Carmelo „Charles“ Zarcone |            | ????–1969  |                 | abgesetzt                  |
| 1961–1997  | Joseph Caminiti           | Joe Camel  | 1926–2014  | natürlicher Tod | wurde 1997 Boss            |
| 1997–????  | Angelo Alioto             |            | ????–heute |                 | Sohn von Angelo Alioto     |
| ????–2014  | Peter Picciurro           | Pitch      | ????–heute |                 | wurde 2014 Boss            |
| 2014–heute | John Balistrieri          | Johnny Bal | ????–heute |                 | Sohn von Frank Balistrieri |